# Rio Capitango
O Rio Capitango é um curso de água do arquipélago de São Tomé e Príncipe, localizado no distrito de Caué, ilha de São Tomé. Este curso de água corre para Oeste até encontrar o mar na Praia Capitango próximo à Ponta Bote.